# Shrek a vége, fuss el véle
A Shrek a vége, fuss el véle (eredeti cím: Shrek Forever After vagy Shrek: The Final Chapter) 2010-ben bemutatott amerikai 3D-s számítógépes animációs film, amely a Shrek-sorozat negyedik része. A Shrek-filmek a Dreamworks klasszikusává váltak. A 20. DreamWorks-film rendezője Mike Mitchell. Az animációs játékfilm producerei Gina Shay és Teresa Cheng. A forgatókönyvet Josh Klausner és Darren Lemke írta, a zenéjét Harry Gregson-Williams szerezte. Műfaja filmvígjáték. A mozifilm a DreamWorks Animation és Pacific Data Images gyártásában készült, a Paramount Pictures forgalmazásában jelent meg. A legelső premierjére Oroszországban került sor május 20-án, amíg Amerikában, és Nagy-Britanniában május 21-én, Magyarországon 2010. július 8-án mutatták be a mozikban.
Bár a kritikusok meglehetősen negatívan fogadták a filmet, sőt az eddigi Shrek-filmek legrosszabbikának nyilvánították, a film már az első három hét után több mint 752 millió dolláros bevételt hozott világszerte. Ezzel egy évig az eddigi legtöbb bevételt hozó Dreamworks filmek egyike lett, 2012-ben a Madagaszkár 3. meghaladta a bevételeit. Továbbá a film a 2010-ben bemutatott animációs filmek legjobbja lett, a Toy Story 3. után.

## Cselekmény
Shrek, immár mint tisztességes családfő és köztiszteletben álló hős, úgy érzi, kezdi elveszíteni egykori énjét, amikor még mindenki rettegett tőle és békés magányban élhetett. Egy sor balszerencsés eset a gyerekei első szülinapi ünnepségén még inkább megsérti az önbecsülését, ami egy nyilvános kifakadásban és a feleségével, Fionával való veszekedésben csúcsosodik ki. Ekkor találkozik Rumpelstiltskinnel, a csavaros észjárású kuruzsló manóval. Rumpelstiltskin valaha Túl az Óperencián királya lehetett volna, ha Shrek nem menti meg Fionát a toronyból, Harold király és Lilian királyné hajlandóak lettek volna lemondani a trónról a javára, cserébe a lányuk szabadságáért. Rumpel azóta óriási haragot táplált Shrek iránt, és várta az alkalmas pillanatot a bosszúra. Felajánlja neki, hogy egy napra olyan ogrévá teszi őt, amilyen lenni akar, ám ehhez Shreknek le kell mondania egy napról a saját életéből. Bár Shrek eleinte szkeptikus, végül elfogadja az ajánlatot, és aláírja a feltételeket tartalmazó szerződést.
Shrek egy alternatív univerzumban találja magát, ahol az emberek újra félnek tőle, így azt hiszi, a kívánsága valóra vált. Rövidesen azonban furcsa dolgokat tapasztal: körözési posztereket talál magáról és Fionáról, a mocsárban pedig nem leli az otthonát. Túl az Óperencián királysága romokban hever, a mesebeli lények pedig elvetemült huligánok lettek. Shreket elfogja egy csapat boszorkány, így találkozik Szamárral, aki látszólag nem ismeri meg. A banyák Shreket Rumpelstiltskin színe elé viszik, aki most már Túl az Óperencián királya. Elmagyarázza, hogy Shrek életéből a születése napját vette el, így ő ebben a világban sosem létezett, sosem mentette meg Fionát, vagyis Rumpel gond nélkül megszerezte a hatalmat. Ráadásul a szerződés szerint a nap végeztével Shrek maga is megszűnik létezni. Szamár segítségével sikerül megszöknie Rumpel várából, és ő tudatja vele, hogy Rumpelstiltskin szerződéseiben mindig van egy titkos záradék; ennek értelmében Shreknek szerelmes csókot kell váltania Fionával, hogy minden visszaálljon a régibe.
Shrek rövidesen egy népes ogre-klánnal találkozik, akik Rumpel hatalmának megdöntésére törekszenek. Meglepetten tapasztalja, hogy Fiona a vezetőjük, ám ő szemlátomást cseppet sem mutat érdeklődést Shrek iránt, így fogalma sincs, hogyan vegye rá a csókra. A kissé túltáplált és elpuhult Csizmás Kandúr segít közelebb hozni őket, aki ebben a világban Fiona háziállata. Fiona egy idő után megkedveli Shreket, de bevallja, hogy miután évekig hiába várt rá, hogy valaki megmentse, önmaga szökött meg a toronyból, és már nem hisz az igaz szerelemben.
Az ogrék váratlan rajtaütést szerveznek Rumpel ellen, ám ő számított a támadásra, ezért felbérelte a Patkányfogó nevű fejvadászt, aki bűvös furulyájával Rumpel várbörtönébe varázsolja az ogrékat. Egyedül Shrek és Fiona menekülnek meg. Fiona elkötelezett amellett, hogy megmentse a barátait, és lemond róla, hogy megcsókolja Shreket. Az összetört szívű Shrek, nem látván más megoldást, felajánlja saját magát Rumpelstiltkinnek, ha elengedi az összes ogrét. Rumpel meg is teszi, egyedül Fionával kivételez, aki nem számít igazi ogrénak az átka miatt. Shrekkel együtt börtönbe veti őt, és a kivégzésüket tervezi.
Shrek és Fiona kénytelenek szembenézni Sárkánnyal, aki Fiona tornyát őrizte, ám közös csapatmunkával sikerül őt ártalmatlanítaniuk. Közben az ogrék, Szamár és Kandúr vezetésével, megostromolják a várat, legyőzik a banyákat, és elkapják Rumpelt. A győzelmi ünnepet beárnyékolja a közeledő napfelkelte, ami miatt Shrek elkezd eltűnni. Fiona, aki most már valóban beleszeretett, megcsókolja őt, mielőtt a nap teljesen felkel. Ezzel megtöri a saját átkát és Rumpel szerződését is. Az alternatív univerzum megszűnik.
Shrek ott találja magát a gyerekei szülinapi ünnepségén, percekkel azelőtt, hogy elvesztette a türelmét. Hatalmas örömmel megöleli a családját, üdvözli a barátait, és ettől kezdve újfajta hozzáállással tekint az életére, amelyet megtanult jobban becsülni.

## Szereplők
| Szereplő           | Eredeti hang        | Magyar hang                                 |
| ------------------ | ------------------- | ------------------------------------------- |
| Shrek              | Mike Myers          | Gesztesi Károly                             |
| Szamár             | Eddie Murphy        | Kerekes József                              |
| Fiona hercegnő     | Cameron Diaz        | Für Anikó                                   |
| Csizmás Kandúr     | Antonio Banderas    | Crespo Rodrigo                              |
| Rumpelstiltskin    | Walt Dohrn          | Scherer Péter                               |
| Lilian királyné    | Julie Andrews       | Hámori Ildikó                               |
| Harold király      | John Cleese         | Harsányi Gábor                              |
| Bakancs            | Jon Hamm            | Bognár Tamás                                |
| Süti               | Craig Robinson      | Szabó Győző                                 |
| Cudarka            | Jane Lynch          | Némedi Mari                                 |
| Pinokkió           | Cody Cameron        | Arany Tamás                                 |
| Malacok            | Cody Cameron        | Bodrogi Attila Kapácsy Miklós Kossuth Gábor |
| Mézi               | Conrad Vernon       | Bolba Tamás                                 |
| Doris              | Larry King          | Szalai Imre                                 |
| Palotai boszorkány | Kristen Schaal      | Szabó Éva                                   |
| Tök boszorkány     | Kristen Schaal      | Peller Mariann                              |
| Varázstükör        | Chris Miller        | Forgács Gábor                               |
| Geppetto           | Chris Miller        | Makay Sándor                                |
| Hírnök             | Chris Miller        | Garamszegi Gábor                            |
| Vakegér            | Christopher Knights | Szokol Péter                                |
| Mabel              | Regis Philbin       | Papp János                                  |
| Nagylepény         | Mike Mitchell       | Bácskai János                               |
| Butter Pants apja  | Ryan Seacrest       | Maday Gábor                                 |
| Butter Pants       | Mike Mitchell       | Seszták Szabolcs                            |
| Bizarr, ogre       | Mike Mitchell       | Varga Rókus                                 |
| Idegenvezető törpe | Mike Mitchell       | Fellegi Lénárd                              |
| Baba boszorkány    | Mike Mitchell       | Téglás Judit                                |
| Déli boszorkány    | Mike Mitchell       | Sági Tímea                                  |
| Őr boszorkány #2   | Mike Mitchell       | Kiss Anikó                                  |
| Falusi rajongó #1  | Jeremy Hollingworth | Haagen Imre                                 |
| Falusi rajongó #2  | James Ryan          | Magyar Bálint                               |
| Ogre               | Brian Hopkins       | Bolla Róbert                                |
| Falusi rajongó #3  | Brian Hopkins       | Papucsek Vilmos                             |
| Teher boszorkányok | Kathy Griffin       | Borbás Gabi                                 |
| Teher boszorkányok | Lake Bell           | Béli Titanilla                              |
| Őr boszorkány #1   | Mary Kay Place      | Bókai Mária                                 |

További magyar hangok: Barbinek Péter, Bogdányi Titanilla, Fehér Péter, Garai Róbert, Jelinek Éva, Straub Martin, Straub Norbert, Téglás Judit, Tóth Szilvia

## Produkció
A Shrek 2. sikereit követően Jeffrey Katzenberg, a film producere bejelentette, hogy tervbe vették a harmadik, negyedik, sőt még az ötödik részt is. Véleménye szerint a harmadik és negyedik rész a filmmel kapcsolatos, eddig megválaszolatlan kérdéseket fogja feltárni, és azt utolsó részben bontakoztatják ki, miképp lett Shrekből az az ogre, akivel az első film elején találkozunk. Kezdetben a film címe Shrek Goes Forth  lett volna (a magyar változatban valószínűleg Negyedik Shrek), ám 2009 májusában a Dreamworks megváltoztatta a címet Shrek Forever After-re, amellyel kijelentették, hogy ez lesz a sorozat utolsó része. 2004 novemberében Bill Damaschke, a Dreamworks Animation akkori igazgatója bejelentette, hogy az utolsó rész lezár majd minden egyes olyan szálat, amely a három film során megválaszolatlan maradt.
Tim Sullivan kezdte el írni a forgatókönyvet 2005-ben, később azonban Josh Klausner és Darren Lemke váltották őt fel. Klausner elmondása szerint Sullivan forgatókönyve inkább egy újabb folytatást szül, mintsem lezárja az addigi cselekményt. Olyan sztorit akartak írni, amely váratlan ugyan, de ugyanakkor a végkifejletig viszi Shrek addigi kalandjait. Nem sokkal a harmadik film premierjét követően, a Dreamworks bejelentette, hogy Mike Mitchellt nevezte ki a negyedik film rendezőjének. 2008 szeptemberében különböző pletykák merültek fel arról, hogy a film legújabb főgonoszának hangját Tom Cruise fogja kölcsönözni, amelyek végül feledésbe merültek. Habár a negyedik részt utolsónak titulálták, 2016-ban röppent fel a hír, hogy 2019-ben érkezik a Shrek 5, ami a jelenlegi hollywoodi trendeket figyelve könnyen lehet, hogy egyfajta soft reboot lesz, vagyis Shrek-ék világában játszódik majd, de más karaktereket helyez a középpontba – például Shrek és Fiona gyerekeit.

## Televíziós megjelenések
- HBO, HBO Comedy, HBO 2, Super TV2, FEM3 / PRIME, Mozi+, Kiwi TV, Moziverzum
- TV2